# Banaras - A Mystic Love Story

Banaras - A Mystic Love Story est un film indien de Bollywood réalisé par Pankaj Parashar en 2006 avec Urmila Matondkar, Naseeruddin Shah, Raj Babbar et Dimple Kapadia.
L’action se déroule à Varanasi, lieu de pèlerinage pour des millions d’Hindous. La plupart des scènes ont été tournées dans la cité sainte et d’autres sur l’Île Maurice. Ce film n’est pas une production Bollywood traditionnelle car il n’y a pas les incontournables scènes de danses habituelles.

## Synopsis
Shwetambari Nath (Urmila Matondkar) mène une vie aisée dans la cité sainte de Banaras en Inde avec sa mère, Gayetri (Dimple Kapadia) et son père, Mahendra (Raj Babbar). Elle est étudiante à l’université et est maintenant en âge de se marier. Satpal Shukla (Arif Zakaria), inspecteur de police, souhaite l’épouser. Mais Shwetambari tombe amoureuse de Soham (Ashmit Patel), orphelin d’une caste inférieure à la sienne qui vit avec une femme nommée Dadi (Meenal Patel), femme de ménage. Cette différence sociale les empêche de se réunir. Cependant, Shwetambari continue de fréquenter Soham, prétextant apprendre la musique. Elle a confiance en lui qui s’initie à la méditation avec son gourou Babaji (Naseeruddin Shah) et qui est convaincu qu’il n’y a pas de mal à s’aimer même si l’on n’appartient pas à la même caste. Shwetambari présente Soham à ses parents qui ne le trouvent pas du tout à leur goût. Lorsque Shwetambari refuse d’épouser qui que ce soit d’autre, ses parents reviennent sur leur decision et approuvent ses fiançailles avec Soham, particulièrement après avoir appris qu’il n’était pas d’une caste inférieure mais d’une caste inconnue et qu’il n’avait pas de lien filial avec Dadi. Peu de temps avant le mariage, la vie de Shwetambari plonge dans la tourmente lorsque Satpal lui apprend que Soham a été assassiné. Dans son chagrin, elle devient solitaire et soucieuse. Son père demande à un ami d’enfance, Dr. Gopal Bhattacharya (Akash Khurana), psychiatre de Boston aux États-Unis, de la soigner. Le docteur dit qu’il est possible que Shwetambari soit malade car elle parle comme si Soham était encore en vie et prétend rencontrer et parler à un saint homme du nom de Babaji qui est décédé depuis des centaines d’années. Mais Shwetambari sait qui sont les responsables de la mort de Soham et elle decide de quitter Banaras avec ce secret pour aller à l'Ile Maurice où elle gagne une solide reputation en tant que guérisseuse spirituelle. Dix-sept ans plus tard, son père est mourant et elle hésite entre retourner à Banaras pour le voir ou rester loin de tous les problèmes passés. Mais elle décide finalement de retourner dans sa chère cité et de lever le voile sur le meurtre de Soham.

## Fiche technique
- Titre : Banaras - A Mystic Love Story
- Réalisateur : Pankaj Parashar
- Producteur : L.C. Singh
- Scénaristes : Javed Siddiqui et L.C. Singh
- Musique : Himesh Reshammiya
- Sortie : 7 avril 2006
- Durée : 122 minutes
- Pays : Inde
- Langue : Hindi

## Distribution
- Urmila Matondkar……Shwetambari M. 'Shweta' Nath
- Naseeruddin Shah……Babaji
- Dimple Kapadia……..Gayatri M.Nath
- Raj Babbar…………Mahendra ‘Mahen’ Nath
- Ashmit Patel……….Soham
- Akash Khurana………Docteur Gopal Bhattacharya
- Arif Zakaria……….Inspecteur Satpal Shukla
- Javed Khan…………Gunjan Juari
- Rajiv Mishra……….Mahamaya
- Meenal Patel……….Dadi

## Musique
La bande originale du film comporte 9 chansons. La musique a été composée par Himesh Reshammiya et les paroles ont été écrites par Sameer.
| Titre                            | Interprète(s)                 |
| -------------------------------- | ----------------------------- |
| Kitna Pyar Kartein Hain (Male)   | Himesh Reshammiya             |
| Ishq Mein Dilko I                | Alka Yagnik                   |
| Rand Daalo                       | Sonu Nigam et Sunidhi Chauhan |
| Purab Se                         | Sonu Nigam et Sunidhi Chauhan |
| Yeh Hai Shaan Banaras Ki         | Shreya Ghoshal et Sonu Nigam  |
| Kitna Pyar Kartein Hain (Female) | Shreya Ghoshal                |
| Baajubang Khul Khul Jaaye        | Sanjeev Abhyankar             |
| Rang Daalo (Folk)                | Pranab Kumar                  |
| Ishq Mein Dilko II               | Sonu Nigam et Sailesh         |

## Critiques
Le film, essentiellement une histoire d’amour, fait de fréquentes allusions au Dharma, au mysticisme et à la philosophie, en se référant à Bouddha, Kabir, Tulsidas et Adi Shankara. Certains critiques ont apprécié ce concept tandis que d’autres l’ont critiqué, trouvant que le film était davantage une façade de la piété religieuse qu’une traditionnelle romance de Bollywood.
Urmila Matondkar a généralement été acclamée pour son interprétation.
Le film a été reconnu pour être riche en émotions. Les interprétations ont été accueillies favorablement par la critique et la photographie a été louée pour la valorisation de la beauté de la cité sainte de Varanasi.